# Gary Blore
Gary Thomas Blore (Estados Unidos, 1953) es un contralmirante retirado de la Guardia Costera de los Estados Unidos. Se retiró como Comandante del Decimotercer Distrito de la Guardia Costera en 2011. Desde febrero de 2017 se desempeñaba como Director de Operaciones, Preparación y Ejercicios de la Agencia de Reducción de Amenazas de Defensa.

## Educación y servicio militar
Blore asistió a la Academia de la Guardia Costera de Estados Unidos y se graduó en 1975. Desde 1977 hasta 1982, se desempeñó como comandante de un helicóptero en la Estación Aérea de la Guardia Costera de Brooklyn, Nueva York. Después asistió a la Escuela de Asuntos Públicos e Internacionales de la Universidad de Columbia, donde obtuvo una Maestría en Administración Pública en 1984.
El 14 de julio de 2009, Blore asumió el Comando del Decimotercer Distrito de la Guardia Costera en Seattle, Washington.
Sus condecoraciones personales incluyen la Medalla por Servicio Distinguido de los Guardacostas, cinco premios de la Legión al Mérito, dos Medallas por Servicio Meritorio, dos Medallas de Elogio de la Guardia Costera y la Medalla del 11-S del Transporte.